# Ya Ya (песня Бейонсе)
«Ya Ya» — песня американской певицы и автора песен Бейонсе. Это двадцатый трек из её восьмого студийного альбома Cowboy Carter (2024), выпущенного Parkwood Entertainment и Columbia Records. Песня была написана Бейонсе, The-Dream, Jay-Z, Arlo Parks, Cadenza, Гарри Эдвардсом и Кларой Мхатшва Мунк-Хансен, а спродюсирована Бейонсе и The-Dream. В треке использованы интерполяции песен Нэнси Синатры «These Boots Are Made for Walkin’» (1966) и The Beach Boys «Good Vibrations» (1966).
Характеризуемая как мультижанровая песня, охватывающая рок-н-ролл, психоделический соул, фанк и рутс-рок, «Ya Ya» фокусируется на истории семьи Бейонсе в США в контексте экономического, расового и социального неравенства. Критики назвали песню лучшим треком в альбоме Cowboy Carter, особенно похвалив её за энергичное исполнение и широкий вокал Бейонсе. Песня номинирована на 67-ю ежегодную премию «Грэмми» в категории «Лучшее исполнение музыки американа».

## История

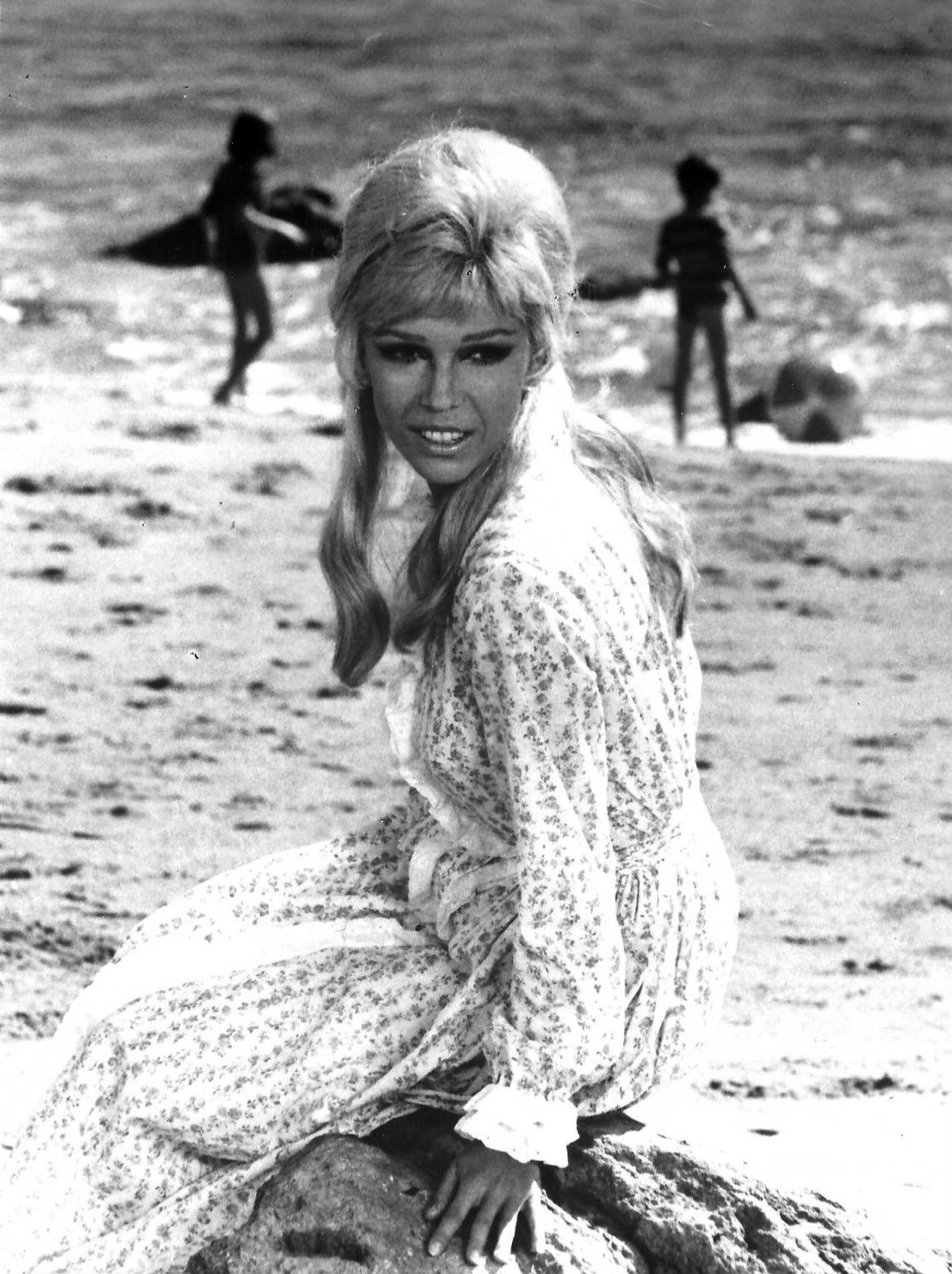
Нэнси Синатра сказала, что была «рада стать крошечной частью» «Ya Ya» после того, как ее песня «These Boots Are Made for Walkin'» (1966) была интерполирована в трек.

Песня «Ya Ya» была написана Бейонсе, The-Dream, Jay-Z, Arlo Parks, Cadenza, Гарри Эдвардсом и Кларой Мхатшва Мунк-Хансен, а спродюсирована Бейонсе и The-Dream. В песне использованы интерполяции песен Нэнси Синатры «These Boots Are Made for Walkin'» (1966) и The Beach Boys «Good Vibrations» (1966). Нэнси Синатра прокомментировала интерполяцию после выхода песни, написав: «То, что в песне Бейонсе есть частичка одной из моих пластинок, очень значимо для меня, потому что я люблю ее. Она олицетворяет все самое прекрасное в современной музыке, и я счастлива быть крошечной частью этого. Возможно, это лучший сэмпл „Boots“!».

## Композиция
«Ya Ya» пересекает несколько жанров, включая психоделический соул, рок-н-ролл, фанк и рутс-рок. В альбоме песню предваряет интерлюдия «The Linda Martell Show», в которой Линда Мартелл (первая чернокожая женщина, добившаяся коммерческого успеха в жанре кантри) представляет песню как «мелодию, которая охватывает целый ряд жанров, и именно это делает ее уникальной».
Лирически песня исследует борьбу семьи Бейонсе в контексте американского экономического, расового и социального неравенства и пропагандирует непокорность, свободу и радость перед лицом испытаний. Песня также напоминает о Chitlin' Circuit, которые были собранием заведений, принимавших и нанимавших черных музыкантов во времена законов о расовой сегрегации Джима Кроу.

## Отзывы
Песня «Ya Ya» получила широкое признание музыкальных критиков: несколько изданий признали ее лучшей в альбоме Cowboy Carter, в том числе Rolling Stone, Billboard, Stereogum, USA Today, Elle, Slant и The Daily Beast.
Многие музыкальные критики высоко оценили вокальное исполнение Бейонсе в этом треке, отметив, что Бейонсе продемонстрировала весь спектр своих вокальных возможностей — от «девичьих» и «задорных» до «взрывных» и «буйных». Назвав «Ya Ya» «мировым рок-тур-де-форс», Кайл Денис из Billboard написал, что Бейонсе «вокалистка, которой еще никогда не было», добавила: «Возможно, это самая близкая студийная запись к тому, чтобы передать, насколько взрывным является живой вокал Бейонсе». Кевин Фэллон из The Daily Beast назвал голос Бейонсе «факелом пламени на треке», описал припев как «неотразимый» с его «дерзкими указаниями» и заключил: «Мысль о том, что Бейонсе исполнит ее вживую, настолько захватывающая, что я не уверен, что смогу это выдержать».
Критики также отметили «высокоэнергетический», «игривый», «страстный» и «неапологетически дерзкий» характер трека. Rolling Stone назвал «Ya Ya» «звуковым авантюрным и горючим пиком Cowboy Carter», в котором Бейонсе обращается к своим музыкальным вдохновениям, чтобы представить свою «широко открытую идею американской музыки». Несколько критиков сравнили подачу Бейонсе и структуру песни с выступлениями Тины Тернер в ревю 1960-х годов, что, по мнению Дженессы Уильямс из NME, стало «моментом полного круга», к которому Бейонсе «шла годами».

### Итоговые списки
Rolling Stone назвал трек 11-й лучшей песней 2024 года, заявив, что «Песня „Ya Ya“ — это звуковой авантюризм и горючий пик Cowboy Carter Бейонсе. В топающем, хлопающем, щелкающем ритме и сэмпле Нэнси Синатры она напоминает о рок-соуле Тины Тернер, черном и гордом свидетельстве Джеймса Брауна, гитарных звуках гаражного рока и, что самое непосредственное, о „Good Vibrations“ группы Beach Boys. В ее текстах борьба ее собственной семьи показана на фоне американского экономического, расового и социального лицемерия, а ее евангелие против наркотиков обернуто в музыку, излучающую свободу, сопротивление и радость».

### Награды и номинации
На 67-й ежегодной церемонии вручения премии «Грэмми» песня была номинирована в категории «Лучшее исполнение музыки американа», став первой номинацией Бейонсе в этой категории.
| Организация   | Год  | Категория                          | Результат | Ссылка |
| ------------- | ---- | ---------------------------------- | --------- | ------ |
| Grammy Awards | 2025 | Лучшее исполнение музыки американа | Ожидается | [ 24 ] |

## Чарты
| Чарт (2024)                         | Высшая позиция |
| ----------------------------------- | -------------- |
| Канада (Billboard Canadian Hot 100) | 59             |
| Мир (Billboard Global 200)          | 43             |
| Великобритания (UK Singles Chart)   | 33             |
| США (Billboard Hot 100)             | 39             |

## Сертификации
| Регион                                                                      | Сертификация | Продажи |
| --------------------------------------------------------------------------- | ------------ | ------- |
| Бразилия (ABPD)                                                             | Золотой      | 20 000  |
| Данные о продажах + прослушиваниях приведены только на основе сертификации. |              |         |